# STS-135
STS-135 (englisch Space Transportation System) ist die Bezeichnung für die letzte Mission (daher auch das Omega-Symbol im Missionsemblem) des US-amerikanischen Space Shuttles der NASA. Die Durchführung der zusätzlich ins Programm aufgenommenen Mission war lange Zeit fraglich. STS-135 war bis zum 30. Mai 2020 die letzte staatliche bemannte Raumfahrtmission aus den Vereinigten Staaten.
Der Flug wurde mit der Raumfähre Atlantis (OV-104) durchgeführt, der Start für die dreizehntägige Mission zur Internationalen Raumstation ISS war am 8. Juli 2011. Es war die 135. Space-Shuttle-Mission und der 33. und letzte Flug der Atlantis. Die Mannschaft von nur vier Personen war die kleinste seit April 1983 (STS-6). Transportiert wurden das Mehrzweck-Logistikmodul Raffaello und ein Lightweight Multi-Purpose Carrier (LMC).

## Mannschaft
Die Besatzung bestand aus vier Personen, sodass bei einem Problemfall keine Rettungsmission nötig gewesen wäre. Die Astronauten wären im Notfall mit Sojus-Raumschiffen zur Erde zurückgebracht worden.
Die NASA stellte die Besatzung von STS-135 am 14. September 2010 vor:
- Christopher Ferguson (3. Raumflug), Kommandant
- Douglas Hurley (2. Raumflug), Pilot
- Sandra Magnus (3. Raumflug), Missionsspezialistin
- Rex Walheim (3. Raumflug), Missionsspezialist.

Ferguson und Magnus waren bereits bei STS-126 gemeinsam geflogen.

## Bewilligung
Am 15. Juli 2010 wies der von einem US-Senats-Komitee unter dem Vorsitz von Senator Bill Nelson ausgearbeitete NASA-Haushaltsgesetzentwurf für 2010 die NASA an, eine weitere Space-Shuttle-Mission (STS-135) durchzuführen, unter Berücksichtigung einer Bewertung der Risiken.
Bisher enthielt der Etatentwurf des House Science Committee für die NASA allerdings noch keine Extramission.
Am 22. Juli 2010 initiierte die Kongressabgeordnete Suzanne Kosmas während einer Versammlung des Wissenschafts- und Technologiekomitees erfolgreich einen neuen NASA-Haushaltsgesetzentwurf für 2010, um eine zusätzliche Transportmission zur aktuellen Planung hinzuzufügen.
Am 5. August 2010 verabschiedete der US-Senat kurz vor der Sommerpause seine Version für einen neuen NASA-Haushaltsgesetzentwurf.
Die Direktion der NASA hatte eine formelle Missionsplanung am 20. August 2010 genehmigt, abhängig von der Finanzierungsgenehmigung durch den Kongress mit dem 28. Juni 2011 als vorläufig geplantes Startdatum.
Mit Unterstützung sowohl des Abgeordnetenhauses als auch des Senats wurde im Herbst 2010 die Bewilligung erteilt, STS-135 von einem Bedarfsstart in eine reguläre Mission übergehen zu lassen.
Intern arbeitete die NASA schon lange an der Vorbereitung des Fluges, er tauchte aber erst ab 21. Januar 2011 in den offiziellen Startlisten auf.

## Missionsüberblick
Mit der Mission STS-135 (ISS-ULF5) wurden Versorgungsgüter und Ersatzteile zur ISS gebracht. Da das ISS-Programm bis 2020 verlängert werden sollte, benötigte die Station weitere Ersatz- und Versorgungsmaterialien. Eine Anlieferung eines entsprechenden Vorrats ist vorteilhaft für die Missionsverlängerung der ISS. Transportiert wurden das Mehrzwecklogistikmodul (MPLM) Raffaello mit Vorräten, Versorgungsgütern und Ersatzteilen sowie ein ausgefallenes Ammoniakpumpenmodul zurück zur Erde.
Ursprünglich war für 2007 eine Mission angesetzt, die ebenfalls als STS-135 bezeichnet wurde. Es sollte die ISS-Aufbaumission ISS-17A geflogen werden, mit der ein MPLM und ein LMC zur Station gebracht worden wären. Nach der Columbia-Katastrophe wurde dieser Flug abgesetzt. ISS-17A wurde dann leicht abgewandelt mit der Mission STS-128 ausgeführt.

## Vorbereitungen

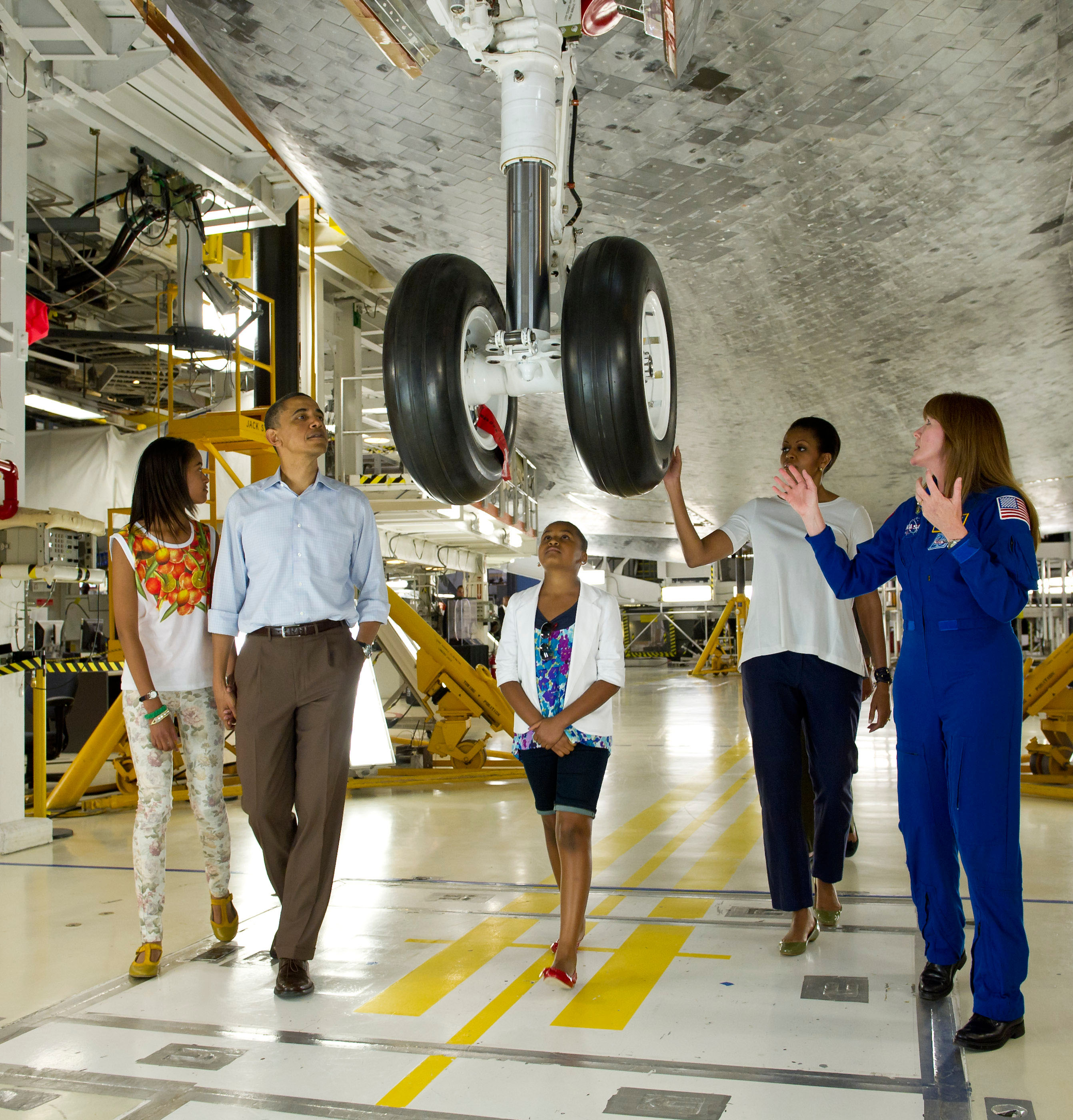
US-Präsident Obama mit Familie besichtigt die Atlantis (rechts Astronautin Janet L. Kavandi)

Nach dem Ende ihrer letzten Mission wurde die Atlantis am 26. Mai 2010 in die Orbiter Processing Facility gefahren. Dort erfolgten die routinemäßigen Nachflugkontrollen und -arbeiten und sie wurde auf ihre nächste Mission vorbereitet.
Ende März 2011 begann der Zusammenbau der Feststoffraketen. Die Feststoffraketen gehören zu den wiederverwendbaren Komponenten des Space Shuttles. So wurde der oberste Zylinder des rechten Hilfsantriebs bereits bei der ersten Space-Shuttle-Mission STS-1 im Jahr 1981 verwendet.
Der im Juli 2010 in Florida eingetroffene Außentank wurde Ende April 2011 im Vehicle Assembly Building (VAB) zwischen den Feststoffraketen montiert. Mitte Mai 2011 folgte das Space Shuttle Atlantis aus ihrem Hangar in das VAB. Am 19. Mai wurden die Arbeiten zur Montage des Space Shuttles an den Außentank fertiggestellt. Am selben Tag verkündete die NASA den 8. Juli als beabsichtigtes Startdatum für die Mission.
Am 1. Juni wurde die Raumfähre mit einer speziellen Kettenraupe, einem Crawler, zum Pad 39 A gefahren. Dort wurden die Startvorbereitungen fortgesetzt und die Nutzlast wurde in die Atlantis verladen.

## Missionsverlauf

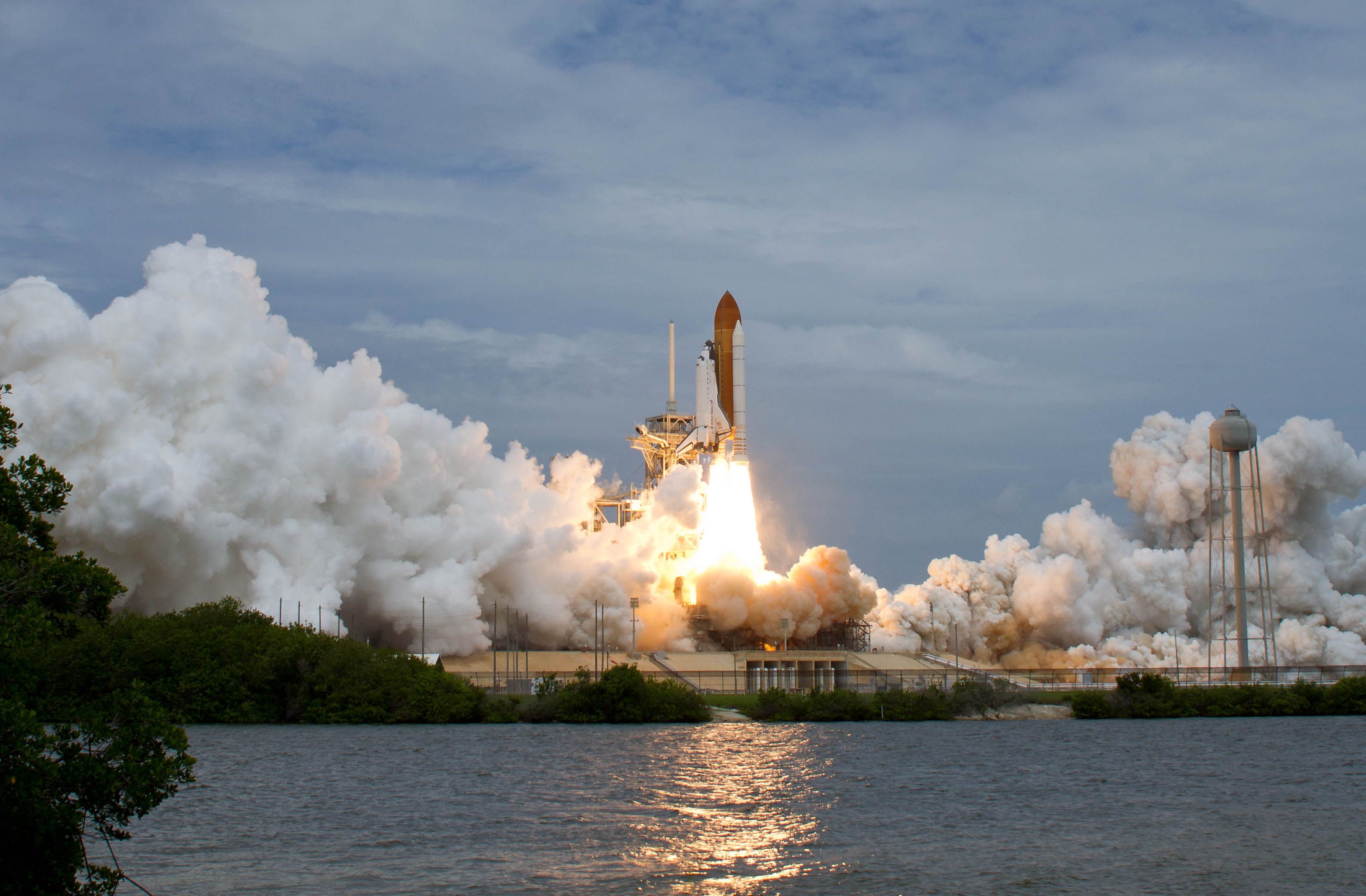
Die Atlantis beim Start am 8. Juli 2011

Trotz anfangs schlechter Wetteraussichten entschloss sich die NASA, einen Startversuch am 8. Juli zu unternehmen. 31 Sekunden vor dem geplanten Start gab es eine Unterbrechung des Countdowns durch den Computer, da unklar war, ob ein Ausleger des Startturms vollständig zurückgezogen war. Nach drei Minuten wurde der Countdown fortgesetzt und die Atlantis startete erfolgreich.
Zwei Tage später, am 10. Juli, dockte die Atlantis an der ISS an. Am folgenden Tag wurde das Logistikmodul Raffaello aus der Nutzlastbucht des Shuttles entladen und an Harmony installiert. Am 12. Juli fand ein Außenbordeinsatz von Mike Fossum und Ron Garan statt.
Am 19. Juli verließ die Atlantis die ISS. Zuvor war das Raffaello-Modul wieder in der Nutzlastbucht der Atlantis verstaut worden. An Flugtag 14, dem 21. Juli 2011, landete die Atlantis im Kennedy Space Center in Florida und markierte damit das Ende der Space-Shuttle-Ära.

## Notfallpläne
Im Gegensatz zu anderen Shuttle-Flügen wurde bei dieser Mission keine weitere Raumfähre für einen möglichen Rettungsflug bereitgehalten. Für den Fall, dass eine Beschädigung der Atlantis eine sichere Rückkehr zur Erde unmöglich gemacht hätte, wäre die Besatzung der STS-135 vorläufig an Bord der ISS geblieben und im Laufe der folgenden Monate mit Sojus-Raumschiffen zur Erde zurückgebracht worden. Für die Auswahl der Atlantis-Besatzung bedeutete dies, dass sie auch die strengeren Anforderungen für Sojus-TMA-Missionen erfüllen musste; so wurden für sie Sokol-Raumanzüge und Sojus-Konturensitze maßgefertigt.
In der Folge wären zwei Sojus-Raumschiffe mit jeweils einem sowie eins mit zwei freien Plätzen zur ISS gestartet. Die Besatzung von STS-135 wäre dann mit Sojus TMA-21 (Rex Walheim), Sojus TMA-02M (Christopher Ferguson), Sojus TMA-03M (Sandra Magnus) und Sojus TMA-04M (Douglas Hurley) zur Erde zurückgekehrt, so dass die vollständige Rückkehr der Besatzung bis Juni 2012 gedauert hätte.